# Гуггенбюль, Иоганн Якоб
Иоганн Якоб Гуггенбюль (нем. Johann Jakob Guggenbühl; 13 августа 1816 — 2 февраля 1863) — швейцарский психиатр.

## Жизнь и творчество
Делом его жизни стала первая специализированная лечебница для больных кретинизмом, открытая в 1840 г. на горе Абендберг около Интерлакена, избранной по принципу наибольшей живописности пейзажа. Гуггенбюль настаивал на том, что умалишённые точно так же, как и все остальные люди, обладают бессмертной душой, а потому требуют доброго отношения и заботы.
Он собирал в лечебницу умственно отсталых детей, первоначально — около 30 мальчиков и девочек в возрасте до 10 лет (полагая, что помочь в полной мере можно только детям), занимался с ними гимнастикой, пытался развивать те немногочисленные интеллектуальные способности, которые у них удавалось обнаружить.
Заведение Гуггенбюля быстро начало пользоваться широкой популярностью; в частности, о впечатляющих результатах метода Гуггенбюля писал, хотя и не без иронии, Чарльз Диккенс в очерке 1853 г. «Идиоты». Гуггенбюля стали приглашать для выступлений в различные научные и медицинские учреждения Европы, а без его личного участия и надзора лечебница в Абендберге стала хиреть и в конце концов, после смерти Гуггенбюля, была закрыта. Тем не менее Гуггенбюль считается одним из провозвестников современных подходов к умственно отсталым людям.